# 카르페디에모나스속
카르페디에모나스속(Carpediemonas)은 원생생물 속의 하나이다. 작은 편모충류인 단일종 카르페디에모나스 멤브라니페라(Carpediemonas membranifera)만이 알려져 있다. 중복편모충류와 먼 친척 관계에 있다.